# Castlevania
Castlevania, также известная в Японии под названием Akumajō Dracula — серия компьютерных игр, созданная и поддерживаемая японской компанией Konami. Игры серии, оформленные в духе тёмного фэнтези и готических ужасов, выпускались на множестве разных платформ, включая персональные компьютеры, игровые приставки и мобильные устройства. Они принадлежат к различным жанрам, в том числе платформерам и action-adventure; вместе с другой серией Metroid они положили начало и оригинальному жанру метроидвания. В рамках связанной с играми медиафраншизы выпускались и иные произведения — комиксы и анимационный телесериал.
В играх серии антагонистом обычно выступает вампир граф Дракула, а местом действия — его замок; многие герои игр принадлежат к клану Бельмонтов — семейству охотников за вампирами, члены которого сталкиваются с Дракулой и его слугами на протяжении многих веков. Castlevania стала одним из самых коммерчески успешных и долгоживущих сериалов Konami; отдельные игры серии завоевали множество наград и попадали в списки лучших игр в истории.

## Игры серии
| Год  | Название                                      | Платформа |
| ---- | --------------------------------------------- | --- |
| 1986 | Castlevania                                   | Famicom/NES, Commodore 64, Commodore Amiga, PC MS-DOS, Microsoft Windows, Game Boy Advance, AT&T Wireless mMode Network, Virtual Console |
| 1986 | Vampire Killer                                | MSX2 |
| 1987 | Castlevania II: Simon's Quest                 | Famicom/NES, PC Microsoft Windows, Virtual Console                                                                                       |
| 1988 | Haunted Castle                                | Arcade, PlayStation 2, PlayStation 4, Xbox One, Nintendo Switch, PC Microsoft Windows                                                    |
| 1989 | Castlevania: The Adventure                    | Game Boy, Game Boy Color |
| 1989 | Castlevania III: Dracula's Curse              | Famicom/NES, Virtual Console |
| 1990 | Akumajou Special: Boku Dracula-kun            | Famicom |
| 1991 | Castlevania II: Belmont's Revenge             | Game Boy, Game Boy Color |
| 1991 | Super Castlevania IV                          | SNES |
| 1993 | Castlevania (Sharp X68000)                    | Sharp X68000 |
| 1993 | Castlevania: Rondo of Blood                   | PC Engine CD, PlayStation Portable |
| 1994 | Castlevania: Bloodlines                       | Sega Genesis |
| 1995 | Castlevania: Dracula X                        | SNES |
| 1997 | Castlevania: Symphony of the Night            | PlayStation, Sega Saturn, Xbox 360, PlayStation Portable, PlayStation 4, Android, iOS                                                    |
| 1997 | Castlevania Legends                           | Game Boy |
| 1999 | Castlevania (Nintendo 64)                     | Nintendo 64 |
| 1999 | Castlevania: Legacy of Darkness               | Nintendo 64 |
| 2001 | Castlevania: Circle of the Moon               | Game Boy Advance |
| 2001 | Castlevania Chronicles                        | PlayStation |
| 2002 | Castlevania: Harmony of Dissonance            | Game Boy Advance |
| 2003 | Castlevania: Aria of Sorrow                   | Game Boy Advance |
| 2003 | Castlevania: Lament of Innocence              | PlayStation 2 |
| 2005 | Castlevania: Dawn of Sorrow                   | Nintendo DS |
| 2005 | Castlevania: Curse of Darkness                | PlayStation 2, Xbox |
| 2006 | Castlevania: Portrait of Ruin                 | Nintendo DS |
| 2007 | Castlevania: The Dracula X Chronicles         | PlayStation Portable |
| 2007 | Castlevania: Order of Shadows                 | Java Platform, Micro Edition, Windows Mobile                                                                                             |
| 2008 | Castlevania: Order of Ecclesia                | Nintendo DS |
| 2008 | Castlevania Judgment                          | Wii |
| 2009 | Castlevania: The Adventure ReBirth            | WiiWare |
| 2010 | Castlevania: Lords of Shadow                  | PlayStation 3, Xbox 360, Microsoft Windows                                                                                               |
| 2013 | Castlevania: Lords of Shadow – Mirror of Fate | PlayStation 3, Xbox 360, Microsoft Windows, Nintendo 3DS                                                                                 |
| 2014 | Castlevania: Lords of Shadow 2                | PlayStation 3, Xbox 360, Microsoft Windows                                                                                               |
| 2015 | CR Pachinko Akumajo Dracula                   | Патинко |
| 2017 | Pachislot Akumajō Dracula: Lords of Shadow    | Патинко |
| 2019 | Castlevania: Grimoire of Souls                | Android, iOS |

## Обзор
Сюжет серии Castlevania основан на извечном противостоянии клана Бельмонтов (Belmonts) и графа Дракулы. Каждые сто лет Дракула восстаёт из своей могилы, чтобы пить кровь невинных людей и плодить армию нечисти с целью погрузить весь мир во тьму. И Бельмонты, наделённые особенной силой по уничтожению вампиров, должны помешать коварному графу.
Одним из самых примечательных Бельмонтов является Саймон Бельмонт (Simon Belmont) — главный герой двух ранних Castlevania. Однако в играх появляются не только Бельмонты. Одним из таких персонажей стал Алукард (Alucard), сын самого графа Дракулы. В играх серии также задействовано множество женских персонажей.
Вся серия базируется на известном романе Брэма Стокера «Дракула». Роман даже был включён в официальную хронологию серии, а действие игры Castlevania: Bloodlines происходит спустя несколько лет после событий, описанных в романе. Один из персонажей романа — Квинси Моррис, который ценой собственной жизни уничтожил Дракулу, оказался потомком Бельмонтов. У него был сын Джон и внук Джонатан, которые стали главными героями игр Castlevania: Bloodlines и Portrait of Ruin соответственно. В играх серии также используются всевозможные фольклорные монстры, например: зомби, оборотни, мумии и др. Иногда встречаются божества из мифологии разных стран, например Адрамелех. Часто в Castlevania можно встретить персонажей других литературных произведений, например монстра Франкенштейна, Кармиллу и др.

## Персонажи клана Бельмонт
Основная вселенная
- Леон Бельмонт — Первый охотник на вампиров в клане и первый обладатель кнута «убийца вампиров». Появляется в Lament of Innocence.
- Соня Бельмонт — Основательница клана, возлюбленная Алукарда. Мать Тревора Бельмонта. Она фигурирует в Castlevania: Legends. (альтернативная история)
- Тревор Бельмонт — Предок, фигурирует как главный герой 3-й части игры на NES и Curse of Darkness.
- Кристофер Бельмонт — Охотник на вампиров. Главный герой игр Castlevania: The Adventure, её ремейка Castlevania: The Adventure ReBirth, а также Belmont's Revenge.
- Саймон Бельмонт — Юный охотник на вампиров. Убил Дракулу дважды. Бесстрашный и сильный. Фигурирует в 1 и 2 части игры на NES, а также в ремейках Super Castlevania IV и Castlevania Chronicles.
- Жюст Бельмонт — Обладает как физической, так и магической силой передавшихся от кланов Бельмонт и Бельнандес. Фигурирует в Harmony of Dissonance.
- Рихтер Бельмонт — Могущественный представитель. Он обладает кнутом убийца вампиров, и подобно предку развитой магией. Также хорош в акробатике. Фигурирует в Rondo of Blood и Symphony Of The Night.
- Джулиус Бельмонт — последний известный Бельмонт на 2036 год. Полностью убил Дракулу в 1999 году и запер его замок в лунном затмении, тем самым прекратив цикл возрождения и в результате потерял память. Имеет собственную не каноническую историю, исполняя данное им обещание. Появился в Aria of Sorrow и Dawn of Sorrow.

Перезапуск
- Габриэль Бельмонт — Главный герой перезапуска серии. В событиях Mirror of Fate и Lords of Shadow 2 предстаёт как Дракула.
- Тревор Бельмонт — Сын Габриэля. Появился в Mirror of Fate и Lords of Shadow 2.
- Саймон Бельмонт — Сын Тревора Бельмонта и Внук Габриэля (Дракулы). Появился в Mirror of Fate.
- Алукард — Обращенный в вампира Тревор Бельмонт. Появился в Mirror of Fate и Lords of Shadow 2.
- Виктор Бельмонт — последний из клана Бельмонтов. Появился в Lords of Shadow 2.

## Региональные отличия и особенности локализаций
В Японии серия более известна под именем Akumajou Dracula (яп.  悪魔城ドラキュラ Акумадзё: Доракюра). Однако, не каждая игра серии получала такое название. Например, первые две игры для Game Boy вышли под названием The Legend of Dracula (яп. ドラキュラ伝説 Доракюра Дэнсэцу), а игра, известная в Северной Америке как Castlevania III: Dracula's Curse в Японии носила название The Legend of the Demon Castle (яп. 悪魔城伝説 Акумадзё: Дэнсэцу). Начиная с Castlevania: Chronicles, выпущенной для Playstation в японских названиях игр появилось слово Castlevania. Согласно заявлению продюсера серии Кодзи Игараси (больше известному как IGA), разработчики решили взять слово Castlevania, так как сценарий игр серии вертится не только вокруг Дракулы. Однако, вскоре Konami вновь вернуло Demon Castle Dracula, это произошло в японском релизе Castlevania: Dawn of Sorrow (яп. 悪魔城ドラキュラ 蒼月の十字架 Акумадзё: Доракюра Со:гэцу но Дзю:дзика, Demon Castle Dracula: Latin Cross of the Blue Moon).
Серия также известна своими отличиями между японскими и английскими версиями игр. В локализованных играх зачастую удалены сцены насилия и атрибуты, связанные с религией и религиозными обрядами.
Кроме того, в английских локализациях присутствовало множество опечаток, ошибок и неправильных переводов с японского. Например, неправильный перевод имён (Solieyu Belmont из Castlevania II: Belmont’s Revenge — это неправильный перевод «Soleil» (с фр. — «Солнце»), а имя главного героя Castlevania III: Dracula’s Curse вообще было изменено с Ralph C. Belmont на Trevor Belmont.

## Редкости
Несколько игр серии были выпущены очень ограниченном тиражом, по крайней мере, в Европе и Северной Америке эти игры были в дефиците. Например, в 2004 году Castlevania: Harmony of Dissonance и Castlevania: Aria of Sorrow были проданы на eBay по цене в два-три раза превышающей оригинальную, поэтому в 2006 году было решено выпустить «double pack» — картридж с обеими играми. Demon Castle Dracula X: Rondo of Blood, почитаемая многими фанатами как лучшая игра старой школы и выпущенная только в Японии для приставки PC Engine CD в далёком 1993 году, по сей день продаётся по цене более сотни долларов, впрочем, также как и японская версия Vampire Killer для MSX. Другая редкость — это игра для Sharp X68000, ремейк первой Castlevania. В 2001 году она была переиздана для приставки PlayStation под названием Castlevania Chronicles. Сама Castlevania Chronicles была очень быстро распродана. А выпущенная в 2005 Castlevania: Dawn of Sorrow довольно быстро исчезла с прилавков магазинов.

## Символы
Главным символом является кнут клана Бельмонта, и главное оружие против сил тьмы. Также имеются разновидности кнутов:
- Убийца вампиров — кожаный кнут, с которым начинает путешествие Саймон в 1-й части игры. Он также появляется во всех играх, кроме игр с участием Рихтера Бельмонта.
- Шипастый убийца вампиров — удлинённый кожаный кнут, покрыт шипами. Встречается во 2-й части Simon`s Quest.
- Цепной кнут — короткий металлический кнут. За счёт металлического покрытия удары наносятся сильнее.
- Утренняя звезда — длинный цепной кнут с наконечником, очень сильный. Встречается во всех частях игры.
- Пламенный кнут — магический кнут, при взмахе воспламеняется. Встречается в поздних частях игры, а также в Simon`s Quest.

Сердечки
В других играх, сердечки выполняют функцию пополнения жизни/энергии. Но в серии Castlevania сердечки заряжают энергией дополнительные виды оружия. А в части Simon`s Quest сердечки это валюта.
В Bloodlines, вышедшей на Sega Mega Drive вместо сердечек боеприпасами служат драгоценные камни.
В Castlevania The Adventure нет специального оружия, а сердечки пополняют энергию

## Развитие игр
Геймплей ранних игр серии был весьма прямолинеен и незамысловат. Это были типичные представители жанра платформер, где игрок брал на себя роль воина из клана Бельмонтов. Вооружённый кнутом, он шёл в замок графа Дракулы, Castlevania и сражался со множеством монстров. В конце концов, преодолев препятствия и подавив сопротивление нечисти, доходил до Дракулы и побеждал его. Кнут получил название Убийца Вампиров (англ. Vampire Killer), он был наделён особой силой, позволяющей ему с лёгкостью побеждать вампиров и других созданий ночи. В играх также было дополнительное спецоружие, которое надо было «заправлять» сердцами, выбиваемыми из свечей и канделябров. Чаще всего этими оружиями служили кинжал, топор, святая вода, бумеранг-крест и волшебные часы.
Дизайн персонажей со времён первых игр также претерпел заметные изменения. В ранних играх главный герой представлял собой мускулистого воина, наподобие Конана. В новых персонажи приобрели более элегантный и субтильный вид. Начиная с Castlevania: Symphony of the Night дизайн персонажей выполняла художница Аями Кодзима. Новый вид героев Castlevania пришёлся по душе большинству фанатов.
Игра Castlevania: Symphony of the Night для PlayStation, выпущенная в 1997 году, подняла серию на качественно новый уровень и считается шедевром, чему способствовало вышеупомянутое художественное оформление, крепко закрученный сюжет и завораживающая музыка. Но самое главное, кардинально изменился геймплей (позаимствовавший некоторые элементы из серии Metroid). В новой игре простое продвижение вперёд по замку уже не являлось гарантией успеха, нужно было тщательно исследовать огромный замок. При этом в игре появилось множество элементов J-RPG, таких как очки опыта, HP и экипировка. Последующие игры серии стали следовать тому же стилю. Фанаты прозвали их Castlevania новой школы. В играх новой школы, часто спецоружие совмещалось с магией, которую надо было выбивать из противников, что давало большой простор для тактики уничтожения врагов.
Первые попытки перенести сериал в 3D вызвали спорную реакцию. Это были игры Castlevania 64 и Castlevania: Legacy of Darkness для Nintendo 64. Однако последующие 3D игры серии, Castlevania: Lament of Innocence (PlayStation 2) и Castlevania: Curse of Darkness (Playstation 2/ X-box) были приняты критиками и фанатами весьма тепло, если не считать единодушного недовольства по поводу дизайна локаций.
Осенью 2007 года увидела свет Castlevania: Dracula X Chronicles на портативной консоли PlayStation Portable. Игра представляет собой трёхмерный ремейк Rondo of Blood и включает в себя открываемые после прохождения оригинальные Rondo of Blood и Symphony of the Night.
Следующий эпизод во вселенной Castlevania — Castlevania: Order of Ecclesia вышел для Nintendo DS и не получил высоких оценок среди фанатов и критиков на территории России, однако завоевал высочайшие оценки публики Японии и США.
Осенью 2008 года на платформе Wii вышел также файтинг с персонажами игр серии Castlevania — Castlevania: Judgment.
4 августа 2010 года на платформе Xbox Live Arcade вышла Castlevania: Harmony of Despair. Это первая онлайн-игра в серии, ориентированная исключительно на многопользовательский режим. Игру продюсировал IGA, а иллюстрации сделаны Аями Кодзимой. Одновременно играть могут до шести человек.
5 октября 2010 года вышла Castlevania: Lords of Shadow в жанре слэшер. Игру продюсировал Хидэо Кодзима. Она вышла на PlayStation 3 и Xbox 360. Игра не имеет никакого сюжетного отношения к прошлым играм серии, она предлагает свой взгляд на то, какой должна быть Castlevania. Хотя в ней и имеются некоторые старые имена и названия (Матиас Кронквист, Бельмонты, Ринальдо Гандолфи и др.). Konami планировало два дополнения к игре, которые и вышли в 2011 году:
- Reverie: 30 марта 2011 года[3]. Интересно заметить, что изначально выпуск этого обновления планировался на январь 2011 года, но был перенесён. Причины смещения даты релиза разрабочиками не были указаны[4]. Казус так же произошёл с выпуском этого обновления для приставки PlayStation 3 — он стал доступен в PlayStation Store несколько раньше планируемого часа начала продаж[5].
- Ressurection: 21 июня 2011 года[6].

## Внутренняя хронология
Оригинальная хронология
- Castlevania: Lament of Innocence
- Castlevania III: Dracula's Curse
- Castlevania: Curse of Darkness
- Castlevania The Adventure (The Adventure Rebirth)
- Castlevania II: Belmont's Revenge
- Castlevania / Akumajō Dracula (Vampire Killer, Super Castlevania IV, Castlevania Chronicles)
- Castlevania II Simon's Quest
- Castlevania: Harmony of Dissonance
- Castlevania: Rondo of Blood (Castlevania: Dracula X)
- Castlevania: Symphony of the Night
- Castlevania: Order of Ecclesia
- Castlevania: Bloodlines
- Castlevania: Portrait of Ruin
- Castlevania: Aria of Sorrow
- Castlevania: Dawn of Sorrow

Перезапуск
- Castlevania: Lords of Shadow
- Castlevania: Mirror of Fate
- Castlevania: Lords of Shadow 2

## Экранизации

### «Кастлвания»
7 июля 2017 года телеканал Netflix выпустил в свет анимационный сериал по мотивам серии игр Castlevania. Основной сюжет связан с историей Тревора Бельмонта — последнего представителя клана охотников на нечисть Бельмонтов, которые в силу своей деятельности были изгнаны католической церковью. Он, и ещё несколько его соратников сражаются против тирании графа Дракулы.

### Отмененный фильм
В 2005 году было объявлено о том, что Пол Андерсон станет режиссёром экранизации «Кастелвании» с бюджетом в 50 миллионов долларов. За плечами Андерсона уже был опыт успешного создания фильма по мотивам компьютерной игры «Обитель зла». Андерсону пришлось несколько раз переписывать сценарий к фильму. Как и в игре, большая часть действия должна была разворачиваться непосредственно в замке Дракулы. Съёмки должны были пройти в Венгрии и Румынии. Но из-за забастовки сценаристов и проблем с правами проект был в 2008 году заморожен. Тогда в качестве потенциального режиссёра фигурировал уже не Пол Андерсон, а Сильвен Уайт, известный автор многочисленных сериалов. Андерсон стал числиться всего лишь автором сценария. Затем в 2009 году проект был реанимирован, Пол Андерсон занял кресло продюсера, а режиссёром стал Джеймс Ван, автор триллера «Пила». Сценаристом будущего фильма был назначен Йен Джефферс, работавший над сценарием фильма «Смертный приговор», режиссёром которого был Джеймс Ван.

## Культурное влияние
Как и в случае с серией Mortal Kombat, благодаря успеху Castlevania появилось множество игр, копирующих основные идеи и геймплей первоисточника. Самые знаменитые и успешные из них — 8 Eyes и Rusty. В таких играх, как Vagrant Story, также можно заметить влияние серии.
Представители серии, наряду с играми серии Metroid, стали основоположниками поджанра приключенческих игр под названием метроидвания.

## Комментарии
1. ↑  яп. 悪魔城ドラキュラ Акумадзё: Доракюра, буквально «Дьявольский замок Дракулы»